# Pètasos

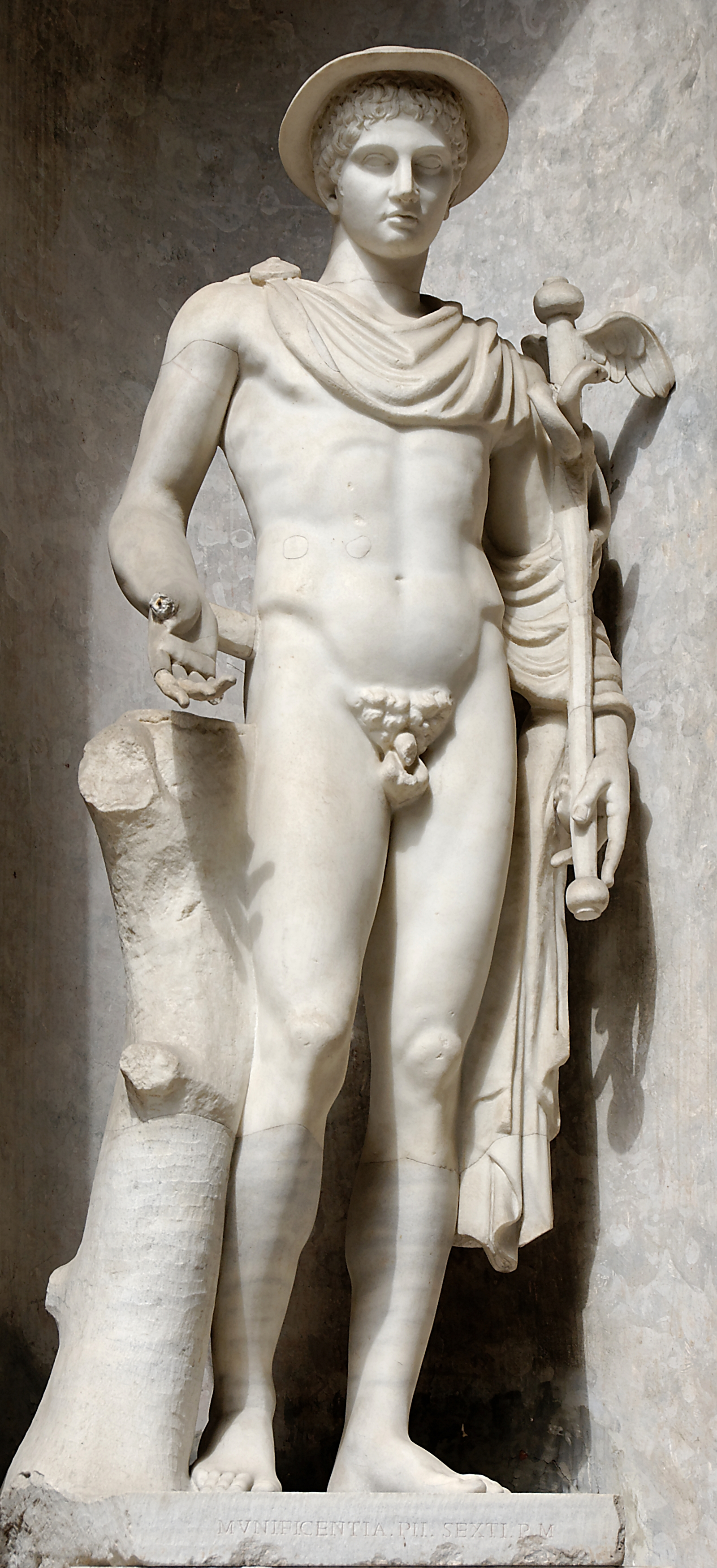
Hermes amb pètasos, còpia romana d'un original grec del, Museu Pius Clementí, Vaticà

El pètasos (en grec antic: πέτασος) era un capell rodó amb ala ampla i plana. Els grecs consideraven que era d'origen tessali, igualment que la clàmide, que formaven part de l'equipament dels joves quan servien a la cavalleria.
Molts dels efebs que participaven a les processons de les Panatenees, representats al Fris del Partenó portaven aquesta indumentària, i també els joves que anaven al gimnàs, i és una de les més comunes en les representacions de les figures a la ceràmica grega. De molt antic es representava Hermes amb un pètasos, encara que amb una ala molt estreta, que quasi no sembla aquesta classe de capell. A final del segle v aC, les imatges d'Hermes porten ocasionalment un pètasos alat, i sempre en les imatges romanes (Mercuri), indicant la seva rapidesa com a missatger dels déus. També porta ales l'elm sagrat (κυνέη αἵδου, Kynée aidu) que portava Perseu.
El pètasos que portaven els viatgers i els caçadors se subjectava fortament al cap amb una cinta exterior que el fixava al crani, i una corretja per sota la barbeta que permetia penjar-se'l del coll sobre l'esquena en cas que fes nosa, cosa que permetia en les representacions mostrar completament les formes del cap i dels cabells. Les ales del pètasos no eren moltes vegades rodones, sinó de formes imaginatives i variades, i de vegades tenia dues ales sobreposades que permetien que una s'abaixés per tapar les orelles o el clatell. A l'època hel·lenística es portava una varietat macedònia del pètasos anomenada càusia, principalment com a emblema del poder.
D'aquest capell, va néixer l'expressió grega «ὑπὸ πέτασον ἄγειν», utilitzada per la Septuaginta (2 Macabeus 4, 12), que literalment vol dir 'portar sota el pètasos', és a dir, 'conduir al gimnàs'. Els romans l'usaven també al teatre per protegir-se del sol.